# Bellenberg-Vahlhausen
Bellenberg-Vahlhausen war eine Gemeinde im lippischen Amt Horn, das ab 1879 zum Verwaltungsamt Detmold gehörte. Heute gehört das ehemalige Gemeindegebiet zur Stadt Horn-Bad Meinberg im nordrhein-westfälischen Kreis Lippe.

## Geographie

### Lage
Die Gemeinde Bellenberg-Vahlhausen lag im Süden des Landes Lippe. Ihr Gebiet grenzte an die preußische Provinz Westfalen.

### Nachbargemeinden
Nachbargemeinden waren Billerbeck im lippischen Amt Schieder, Ottenhausen im westfälischen Kreis Höxter, Heesten im lippischen Amt Horn, Horn (amtsfrei) und Meinberg im Amt Horn.

## Geschichte
Die Gemeinde Bellenberg-Vahlhausen wurde am 1. April 1921 aufgelöst. Auf ihrem ehemaligen Gemeindegebiet entstanden die neuen Gemeinden Bellenberg und Vahlhausen bei Horn. Beide gehörten dem Amt Horn an. Am 1. Januar 1970 wurden Bellenberg und Vahlhausen nach dem Detmold-Gesetz in die neue Gemeinde Bad Meinberg-Horn eingegliedert. Diese wurde bereits am 10. September 1970 in Horn-Bad Meinberg umbenannt.